# Lhotka (Kostelany)
Lhotka je malá vesnice, část obce Kostelany v okrese Kroměříž. Nachází se asi 2,5 km na sever od Kostelan. Je zde evidováno 38 adres. Trvale zde žije 76 obyvatel.
Lhotka leží v katastrálním území Lhotka u Kroměříže o rozloze 1,71 km2.

## Obyvatelstvo

### Struktura
Vývoj počtu obyvatel za celou obec i za jeho jednotlivé části uvádí tabulka níže, ve které se zobrazuje i příslušnost jednotlivých částí k obci či následné odtržení.
| Místní části   | Místní části | 1869 | 1880 | 1890 | 1900 | 1910 | 1921 | 1930 | 1950 | 1961 | 1970 | 1980 | 1991 | 2001 | 2011 |
| -------------- | ------------ | ---- | ---- | ---- | ---- | ---- | ---- | ---- | ---- | ---- | ---- | ---- | ---- | ---- | ---- |
| Počet obyvatel | část Lhotka  | 148  | 156  | 165  | 172  | 165  | 168  | 142  | 135  | 149  | 138  | 96   | 75   | 76   | 74   |
| Počet domů     | část Lhotka  | 25   | 25   | 28   | 30   | 32   | 31   | 31   | 33   | -    | 32   | 28   | 34   | 33   | 34   |